# Exo-Force
Exo-Force is een productlijn van de Deense speelgoedfabrikant LEGO die sinds 2005 wordt verkocht. Het verhaal achter de productlijn gaat over een aantal figuren van het team Exo-Force die de gespleten Sentai Mountain proberen te verdedigen tegen allesvernietigende robots.

## Legende van Exo-Force
In het begin van de legende van Exo-Force werken zilveren mijnrobots en mensen samen in de Sentai Mountain mijnen. Er wordt tegelijk een gouden robot gebouwd die Meca One wordt genoemd, die Meca One spoort de andere robots aan harder te werken. Maar op een dag bedenkt Meca One zich dat hij sterker is dan mensen en zorgt dat de andere robots zich tegen de mensen keren. Er komen gevechten en mysterieuze krachten splijten de berg in tweeën. Mensen jagen de robots de afgrond in.
De rust was verbroken. De mensen maakten bruggen om de twee helften met elkaar te verbinden. Diep in de berg maken de robots stiekem vechtmachines: de Thunder Fury en de Fire Vulture daarmee winnen ze de zuidelijke kant van de berg, maar het pas opgerichte Exo-Force team had stiekem ook vechtmachines gemaakt: de Grand Titan en de Stealth Hunter. Die vechtmachines houden de robots aan hun eigen kant.

## Namen van minifiguren van Exo-Force
Er zijn verschillende minifiguren van Exo-Force. Hieronder staan ze met hun eigenschappen:

### De mensen
| Hikaru: Iemand die het liefste alleen werkt. Hij testte vroeger machines en zei of ze veilig waren                                                                                       |
| Takeshi: Iemand van wie je niet zo snel wint. Hij is zijn familie verloren tijdens een gevecht en doet er alles aan om hen terug te vinden.                                              |
| Ha-ya-to: Een echte gokker. Hij houdt erg van vliegen en daarom heeft hij nog nooit een vechtmachine die niet kan vliegen gehad!                                                         |
| Ryo: De techneut van het stel hij heeft zelf allemaal vechtmachines voor zichzelf en voor anderen in elkaar gezet!                                                                       |
| Sensei Keiken: Hij heeft de leiding over Exo-Force. Hij was een van de chef ontwerpers van de robots en voelt zich daarvoor schuldig. Daarom doet hij er alles aan om van hen te winnen. |
| Hitomi: De nieuweling van het stel, ze heeft nog niet echt een vechtmachine, maar ze doet er alles aan om aan een vechtmachine te komen.                                                 |

### De robots
| Meca One: De leider van de robots. Hij is vastbesloten om de berg te veroveren en daarna de hele wereld te veroveren! |
| Devastator: Zijn in de meeste middelgrote vechtmachines te vinden. Ze zijn ook erg strategisch en leggen graag hinderlagen. |
| Iron Drone: een van de meest voorkomende robots. Ze bebben meestal handvuurwapens maar zijn ook in O.A. Sentries en R1-Rammers te vinden. Ze zijn clones van Meca One en daarom denken ze soms zelf de baas zijn; zelfs als Meca One in de buurt is! |

## De vechtmachines
Hieronder een lijst met alle vechtmachines, hun minifiguur en hun wapens.

### Mensen
| Vechtmachine        | Wapens | Minifiguur                                            |
| ------------------- | --- | ----------------------------------------------------- |
| Grand Titan         | Roterend laserkanon en tangzwaard | Takeshi                                               |
| Stealth Hunter      | Precisie-laserkanon, dubbelzijdig zwaard, (hittezoekend) raket, cockpit-gemonteerde lasers en radarmantel schotel                                                                | Hikaru                                                |
| Uplink              | Dubbel laserkanon en raketten | Ryo                                                   |
| Gate Defender       | Laserkanonnen en grijphand | Ha-Ya-To                                              |
| Supernova           | Zonnestaf en dubbel laserkanon | Takeshi                                               |
| Mobile Defense Tank | Laserkanonnen en destroyer-schijfwerper | Ryo                                                   |
| White Lightning     | Twee roterende laserkanonnen, dubbel laserkanon en destroyer-schijfwerper | Ha-Ya-To                                              |
| Silent Strike       | Precisie-laserkanon en dubbelzijdig zwaard (krachtiger dan Stealth Hunter) | Hikaru                                                |
| Sky Guardian        | Energiekogelkanon, precisie-laserkanon, vier (hittezoekende) raketten en elektrozwaard                                                                                           | Hikaru                                                |
| Blade Titan         | Groot roterend laserkanon, vier (hittezoekende) raketten, roterend schild met in/uitklapbare scheermessen aan beide kanten en radarmantel schotel                                | Takeshi                                               |
| Cyclone Defender    | Blasterpistool, drie lasers en roterend schild met twee samoerai zwaarden | Ryo                                                   |
| Golden Guardian     | Twee laserkanonnen waarvan één heel grote gouden, twee (hittezoekende) raketten, projectiel, en platina-goud legering scheermesschild                                            | Ha-Ya-To                                              |
| Aero Booster        | Véél laserkanonnen, lasers, projectiel en grijparmen | Ha-Ya-To                                              |
| Blazing Falcon      | Gouden grijparmen met ehlekklauwen, twee (hittezoekende) raketten en projectiel                                                                                                  | Hitomi                                                |
| Assault Tiger       | Cirkelzaag, plasma puls kanon, sonische tijgerbrul uitzender, mini-hittebot en radarmantel schotel                                                                               | Takeshi                                               |
| Chameleon Hunter    | Vlammenwerper, twee hittezoekende raketten, elektroklauw, mini-junglebot en radarmantel schotel                                                                                  | Hikaru                                                |
| River Dragon        | Blasterpistool, twee lasers, laserkanon/mini-waterbot, en radarmantel schotel | Ha-Ya-To                                              |
| Hybrid Rescue Tank  | Groot roterend laserkanon, gewone (beweegbare) laserkanonnen, twee kernkoppen en vliegend mini-bot                                                                               | Ryo en Sensei Keiken                                  |
| Robotvechtmachine   | Wapens | Robot                                                 |
| Thunder Fury        | Blaster-laserkanon en scheermeskettingzaag | Devastator                                            |
| Fire Vulture        | Vlammenwerper en klauw | Devastator                                            |
| Sentry              | Laserkanon en dubbel (hittezoekend) raket | Iron Drone                                            |
| Sentry II           | Dubbel laserkanon, (hittezoekend) raket en luchtschoep | Iron Drone                                            |
| R-1 Rammer          | Middelgroot roterend laserkanon | 2 Iron Drones                                         |
| Sonic Phantom       | Vijf laserkanonnen en projectiel | Devastator                                            |
| Venom Walker        | Laserkanon, puntige poten en haken | Autonoom                                              |
| Venom I             | Klein roterend laserkanon, dubbel kernkop, destroyer-schijfwerper, dubbel laserkanon en cockpit-gemonteerde lasers                                                               | Meca One (kloon)                                      |
| Bridge Walker       | Dubbel grote roterende laserkanonnen, extra krachtig dubbel laserkanon en projectiel                                                                                             | Meca One en 2 Devastators                             |
| Striking Venom      | Véél (roterende) laserkanonnen | Meca One en 6 Iron Drones                             |
| Claw Crusher        | Roterend laserkanon, grote klauw en (hittezoekend) raket | Devastator                                            |
| Iron Condor         | Projectiel, klauw, (hittezoekend) raket en cockpit-gemonteerde lasers | Devastator                                            |
| Iron Condor II      | Zes (hittezoekende) raketten en klauwen | Devastator                                            |
| Shadow Crawler      | Vier laserkanonnen, destroyer-schijfwerper, computer virus-injecterende onderkaken en gevangenepod                                                                               | Devastator en 1 skelet                                |
| Mobile Devastator   | Twee Toa Inika Zamor-lanceerders, zes gewone (beweegbare) laserkanonnen, twee grote roterende laserkanonnen en gevangenepods                                                     | Meca One, 6 Iron Drones, 3 Devastators en 2 skeletten |
| Sonic Raven         | Twee projectielen, dubbel laserkanon en vleugel-gemonteerde lasers | Devastator                                            |
| Combat Crawler X2   | Magnetische raketwerper, vier laserkanonnen die één geheel vormen, pantser-penetrerende klauwen en gevangeniscel                                                                 | Iron Drone                                            |
| Dark Panther        | Laserkanon, dubbel lasers, klauwen, giftige stekels en mini-spinbot | Devastator en 2 Iron Drones                           |
| Arachnoid Stalker   | Kettingzagen, N-beam projectoren, boorlasers, computer virus-injecterende onderkaken, en mini-teekbot. Cockpit kan worden uitgeworpen tot een klein vliegend gevechtsvliegtuigje | Devastator                                            |
| Storm Lasher        | Lasers, (hittezoekende) raketten, lemmet turbine motoren, giftige staartstekels, computer virus-injecterende onderkaken en mini-libelbot                                         | Iron Drone                                            |

## Bases
| Basis             | Wapens | Minifiguren                                           |
| ----------------- | --- | ----------------------------------------------------- |
| Sentai Fort       | Gigantische laserkanonnen en destroyer-schijfwerper                                                                          | Sensei Keiken, Ryo, Hikaru, Takeshi en Ha-ya-to       |
| Golden Tower      | Projectiel | Hitomi                                                |
| Striking Venom    | Véél (roterende) laserkanonnen                                                                                               | Meca one en 6 Iron Drones                             |
| Mobile Devastator | Twee Toa Inika Zamor-lanceerders, zes gewone (beweegbare) laserkanonnen, twee grote roterende laserkanonnen en gevangenepods | Meca One, 3 Devastators, 6 Iron Drones en 2 skeletten |